# Venus Genetrix

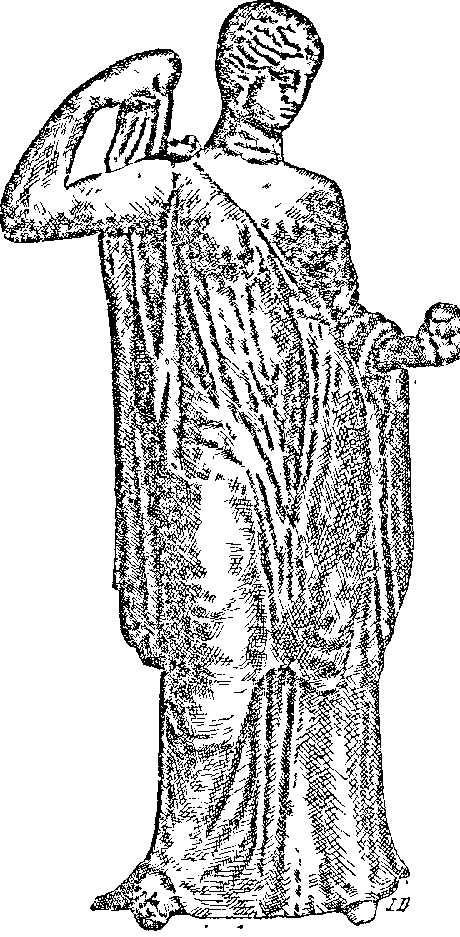
Venus Genetrix: een terracotta repliek uit Myrina (in het Musée du Louvre)

Venus Genetrix of Genitrix (Venus "Verwekster", d.i. "Moeder") was een epitheton voor de Romeinse godin Venus, in haar hoedanigheid van stammoeder van het Romeinse volk. In deze hoedanigheid gold zij ook als godin van moederschap en huiselijkheid. 
 Haar ter ere werd in het Romeinse Rijk jaarlijks een feest gehouden op 26 september.
De naam Venus Genetrix kan ook verwijzen naar een bepaald type afbeelding van de godin Aphrodite/Venus.

## Tempel

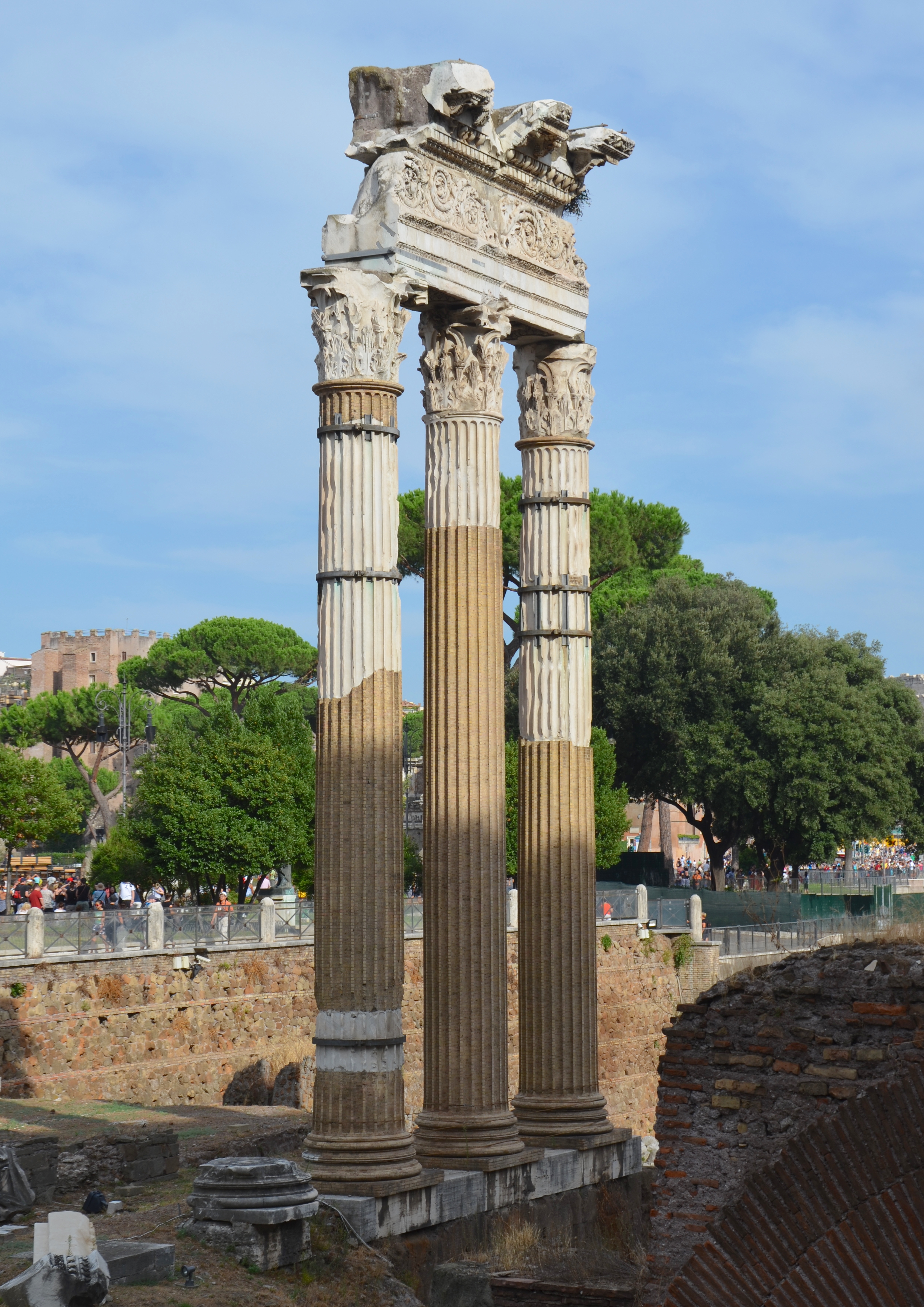
Het Forum van Caesar met de Tempel van Venus Genetrix.

Omdat Venus in de Romeinse overlevering gezien werd als de moeder van de held Aeneas, van wiens zoon Iulus de Gens Julia beweerde af te stammen, wijdde Julius Caesar aan haar een tempel op het door hem gebouwde en naar hem genoemde (maar pas na zijn dood voltooide) Forum Caesaris in Rome.
Caesars oorspronkelijke plannen om in 54 v.Chr., als dank voor zijn overwinningen in Gallië, ter ere van Venus Genetrix een tempel te bouwen in de onmiddellijke omgeving van het Forum Romanum moesten uitgesteld worden wegens de slag bij Pharsalus in 48 v.Chr. 
 De bouwplannen werden uiteindelijk toch gerealiseerd, aan de noordwestelijke zijde van een nieuw Forum, dat aan alle zijden werd omzoomd door een zuilengalerij, een bouwwijze die aan de Etrusken werd ontleend, en sindsdien model zou staan voor alle nieuw aangelegde fora in het Romeinse Rijk.
De tempel werd gebouwd uit stevig marmer, met acht zuilen aan de voorgevel, op een verheven podium dat langs twee zijdelingse trappen beklommen werd. Binnen in de tempel bevond zich een in 46 v.Chr. door de beeldhouwer Arcesilas vervaardigd cultusbeeld van Venus Genetrix, waarvan vele kopieën en afbeeldingen bestonden, onder meer op munten.
Nog andere kunstwerken bevonden zich in het interieur van de tempel, waaronder een standbeeld van Caesar zelf en een van Cleopatra, muurschilderingen, gegraveerde edelstenen en een kunstig versierd borstpantser uit Caesars verzameling. Al deze kunstwerken en –voorwerpen zijn nu uiteraard verdwenen, maar van het cultusbeeld kunnen wij ons een idee geven dankzij een afbeelding op een denarius, die de inscriptie 'VENERI·GENITRICI' (d.i. voor Venus Genetrix) draagt.
Een brand in 80 na Chr. bracht heel wat schade toe aan de tempel en het plein, maar keizer Domitianus herbouwde de tempel en Trajanus liet hem nog eens restaureren in 113. De drie nu nog overeind staande zuilen dateren van deze restauratie.